# NAS Award for Chemistry in Service to Society
Il National Academy of Sciences Award for Chemistry in Service to Society (in italiano Premio dell'accademia nazionale delle scienze per la chimica al servizio della società ) è un premio assegnato dal 1991 dalla United States National Academy of Sciences per le ricerche in chimica sia generale che applicata che vadano incontro ad un bisogno della società .

## Vincitori
- 2013: Edward C. Taylor
- 2011: Paul J. Reider
- 2009: John D. Roberts
- 2007: Arthur A. Patchett
- 2005: Marvin H. Caruthers
- 2003: Paul S. Anderson
- 2001: Paul C. Lauterbur
- 1999: C. Grant Willson
- 1997: Ernest L. Eliel
- 1995: P. Roy Vagelos
- 1993: Harold S. Johnston
- 1991: Vladimir Haensel